# Shawn Colvin
Shawn Colvin (Vermillion, 10 gennaio 1956) è una cantautrice e chitarrista statunitense.

## Biografia
Ha cominciato ad esibirsi all'età di 15 anni, ma il suo primo album, Steady On è del 1989. Proprio con l'album d'esordio si è aggiudicata nel 1990 il suo primo premio Grammy, nella categoria miglior album di contemporary folk. Altri due li vincerà nel 1998 col singolo Sunny Came Home, contenuto nell'album A Few Small Repair, in due delle categorie principali: Grammy Award alla registrazione dell'anno e Grammy Award alla canzone dell'anno.

## Discografia
Album studio
- Steady On (1989)
- Fat City (1992)
- Cover Girl (1994)
- A Few Small Repairs (1996)
- Holiday Songs and Lullabies (1998)
- Whole New You (2001)
- These Four Walls (2006)
- All Fall Down (2012)
- Uncovered (2015)
- Colvin and Earle (2016) con Steve Earle
- The Starlighter (2018)

Live
- Live '88 (1995)
- Live (2009)

Raccolte
- Polaroids: A Greatest Hits Collection (2004)
- The Best of Shawn Colvin (2010)